# Höjden Äspnäs
Höjden Äspnäs är ett naturreservat i Strömsunds kommun i Jämtlands län.
Området är naturskyddat sedan 2004 och är 144 hektar stort. Reservatet består mest av tallskog med sumpskog i väster och granskog i öster.